# FC Landgraaf
FC Landgraaf is een Nederlandse voetbalclub in Landgraaf, in de dorpskern Nieuwenhagen. De club is op 1 juli 2020 ontstaan na een fusie van de voetbalclubs in Nieuwenhagen, namelijk RKSV Sylvia uit de wijk Nieuwenhagerheide en SVN uit de wijk Nieuwenhagen.
De clubkleuren zijn hemelsblauw en bordeaux. In het logo is niet veel meer te zien van het verleden van de twee andere clubs: het oranje van Sylvia en het rood van SVN zijn volledig verdwenen, maar wel zijn de beide leeuwen van de fusiepartners verwerkt in het logo.
De club werkt zijn wedstrijden af op Sportpark Heigank in Nieuwenhagen. Waarbij het na de fusie een opwaardering in de vorm van een nieuw clubhuis met hulp van de gemeente mag verwachten. Als onderdeel hiervan zijn de voormalige velden en clubhuis van RKSV Sylvia overgedragen aan de gemeente. Met deze ontwikkeling zullen ook de oorspronkelijke clubhuizen van de fusiepartners verdwijnen.
SV Abdissenbosch · Kakertse Boys · FC Landgraaf · RKVV Rimburg · VV Schaesberg · UOW '02